# Wolfgang Fietkau
Wolfgang Fietkau (* 8. April 1935 in Berlin; † 30. April 2014 in Kleinmachnow) war ein Diakon, Journalist, Autor und Verleger.

## Leben und Werk
Wolfgang Fietkau durchlief von 1952 bis 1961 Ausbildungen als Verlagsbuchhändler, Journalist und zum Diakon im Evangelischen Johannesstift Berlin. Ab 1959 arbeitete er als Jugenddiakon, war von 1962 bis 1967 Redakteur beim Evangelischen Rundfunkdienst, Berlin. Von 1967 bis 1982 war er freiberuflicher Rundfunk- und Fernsehjournalist (Schwerpunktthema „Religion und Gesellschaft“) mit zahlreichen Beiträgen im Deutschlandfunk, dem Saarländischen Rundfunk, dem Sender Freies Berlin und anderen ARD-Sendeanstalten. 1983 bis 2000 war Fietkau Geschäftsführer des Wichern-Verlages in Berlin. Seit 2001 arbeitete er wieder als freier Journalist und Autor sowie für den von ihm gegründeten Wolfgang Fietkau Verlag. Fietkau ist Textautor vieler neuer geistlicher Lieder. Darüber hinaus ist er Autor und Herausgeber von Sach- und Fachbüchern, Anthologien, verschiedenen Publikationen und Schallplatten.
Von 1994 bis 2000 war Fietkau Vorsitzender der Vereinigung evangelischer Buchhändler. Er war Mitglied der Oekumenischen Textautoren- und Komponistengruppe der Werkgemeinschaft Musik e. V. und der AG Musik in der Ev. Jugend e. V., heute Textautoren- und Komponistengruppe TAKT.
Der Wolfgang Fietkau Verlag wurde im Juli 2009 50 Jahre alt. Er hatte ihn mit einem Startkapital „von genau 150 Mark“ gegründet und 44 Bücher von 33 Autoren herausgebracht, darunter das poetische Werk von Dorothee Sölle sowie in der Reihe „schritte“ Erstausgaben zeitgenössischer Dichter, die er auf Nachfrage eigenhändig immer wieder nachdruckte.
Wolfgang Fietkau starb im Alter von 79 Jahren am 30. April 2014 in Kleinmachnow.

## Werke (Auswahl)
- Wo ihr wohnt (1972; Musik: Rolf Schweizer, 1972)
- Unterwegs – ein Pop-Oratorium (2001; Musik: Helmut Hoeft), Kreuz-Verlag

## Publikationen (Auswahl)
- Thema Weihnachten. Jugenddienst-Verlag, 1965
- Dschungelkantate. Jugenddienst-Verlag, 1968
- Poeten beten. Jugenddienst-Verlag, 1969
- Sogenannte Gastarbeiter. Jugenddienst-Verlag, 1972
- Lass doch dem Kind die Flasche. Radius-Verlag, 1981
- Doch von oben kommt er nicht. Peter Hammer Verlag, 2000